# Chartreuse (gebergte)

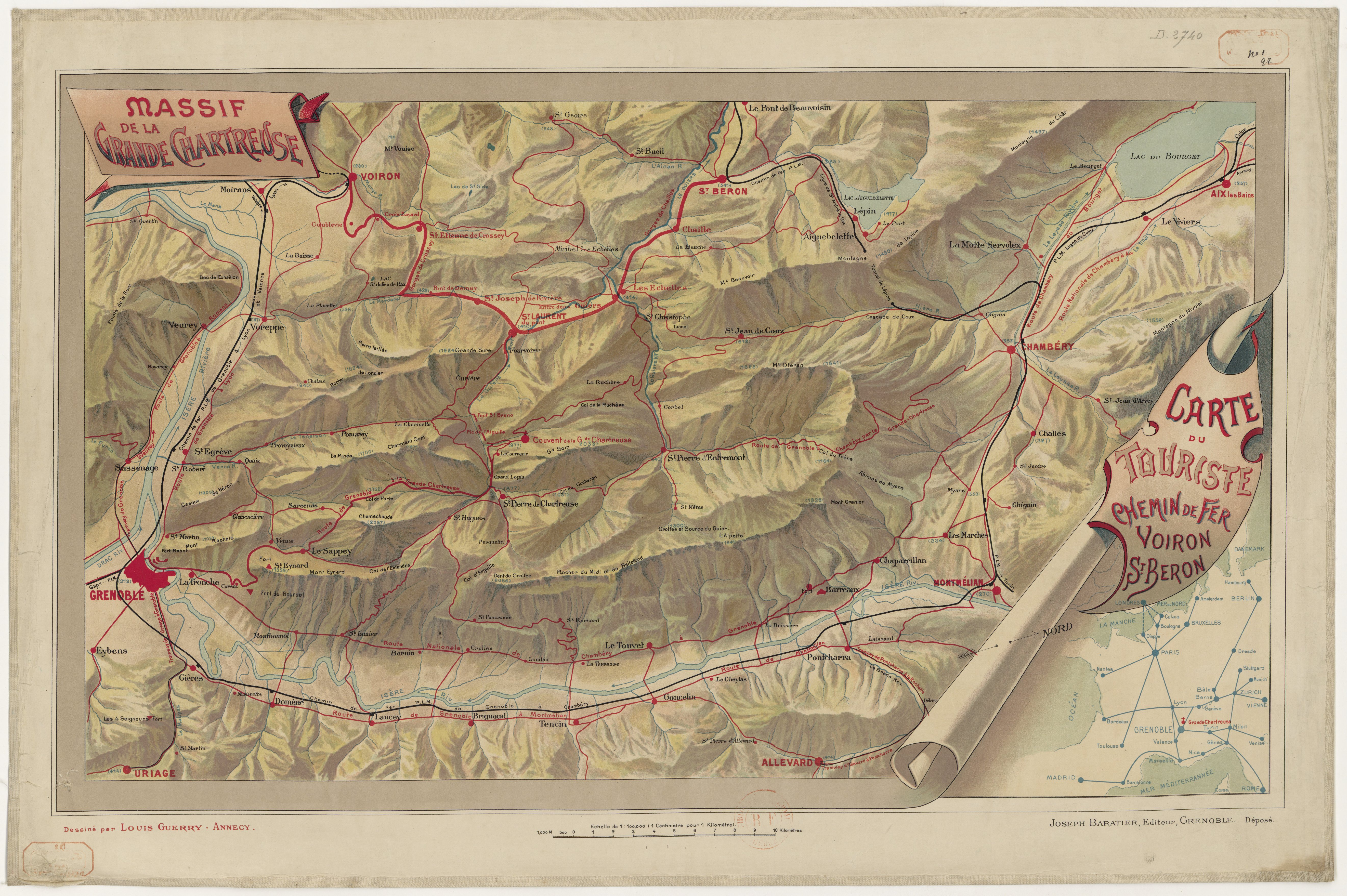
Toeristische kaart van het massief van la Grande Chartreuse uit 1897

De Chartreuse (Frans: Massif de la Chartreuse) is een bergmassief en regionaal natuurpark in de Franse Voor-Alpen, ten noorden van de stad Grenoble en ten zuiden van Chambéry, de oude hoofdstad van het historische land Savoye. Het massief ligt in de Franse departementen Isère (75%) en Savoie (25%).
Het massief is ongeveer 40 km lang (in de richting noordoost/zuidwest) en 15 km breed. Ten oosten en ten zuiden van het massief ligt het dal van de Isère. Onder de uiterste zuidpunt van het massief, bij Grenoble, maakt dit dal een haakse bocht.
Wat betreft de afwatering is de Guiers de belangrijkste rivier, waarvan twee takken het massief van oost naar west doorklieven. Dit water gaat niet naar de Isère maar (rechtstreeks) naar de Rhône.
De hoofdstad van het gebied is Voiron. De naam "Chartreuse" is waarschijnlijk afgeleid van het klooster Grande Chartreuse, dat op zijn beurt afgeleid zou zijn van het dorp Saint-Pierre-de-Chartreuse. Een andere hypothese leidt dat de naam Chartreuse eerst voor de streek stond, waarna later de namen dorpen en het klooster naar de streek verwezen.

## Fotogalerij

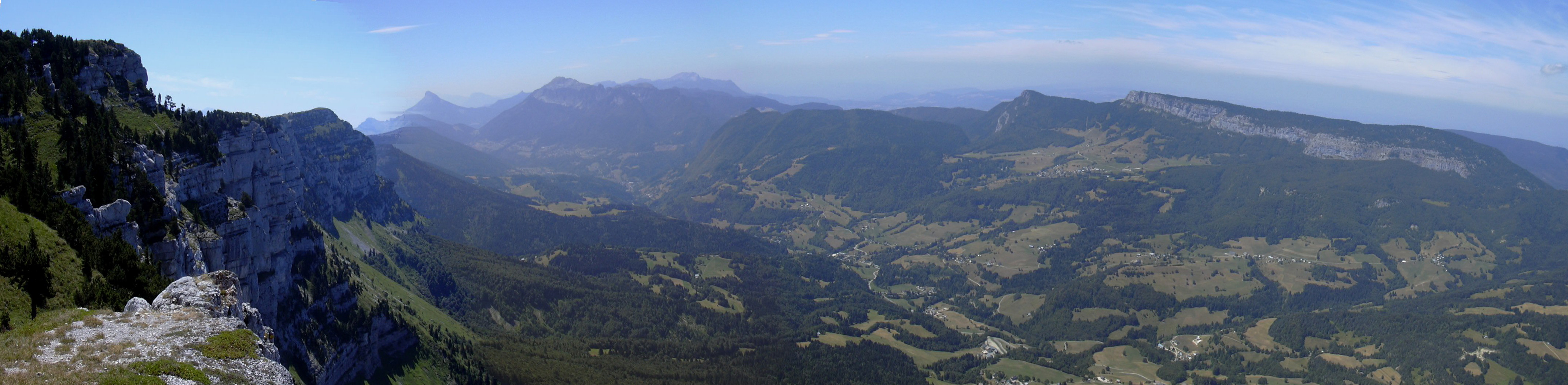
Zicht op de Chartreuse vanaf de top van de Mont Granier
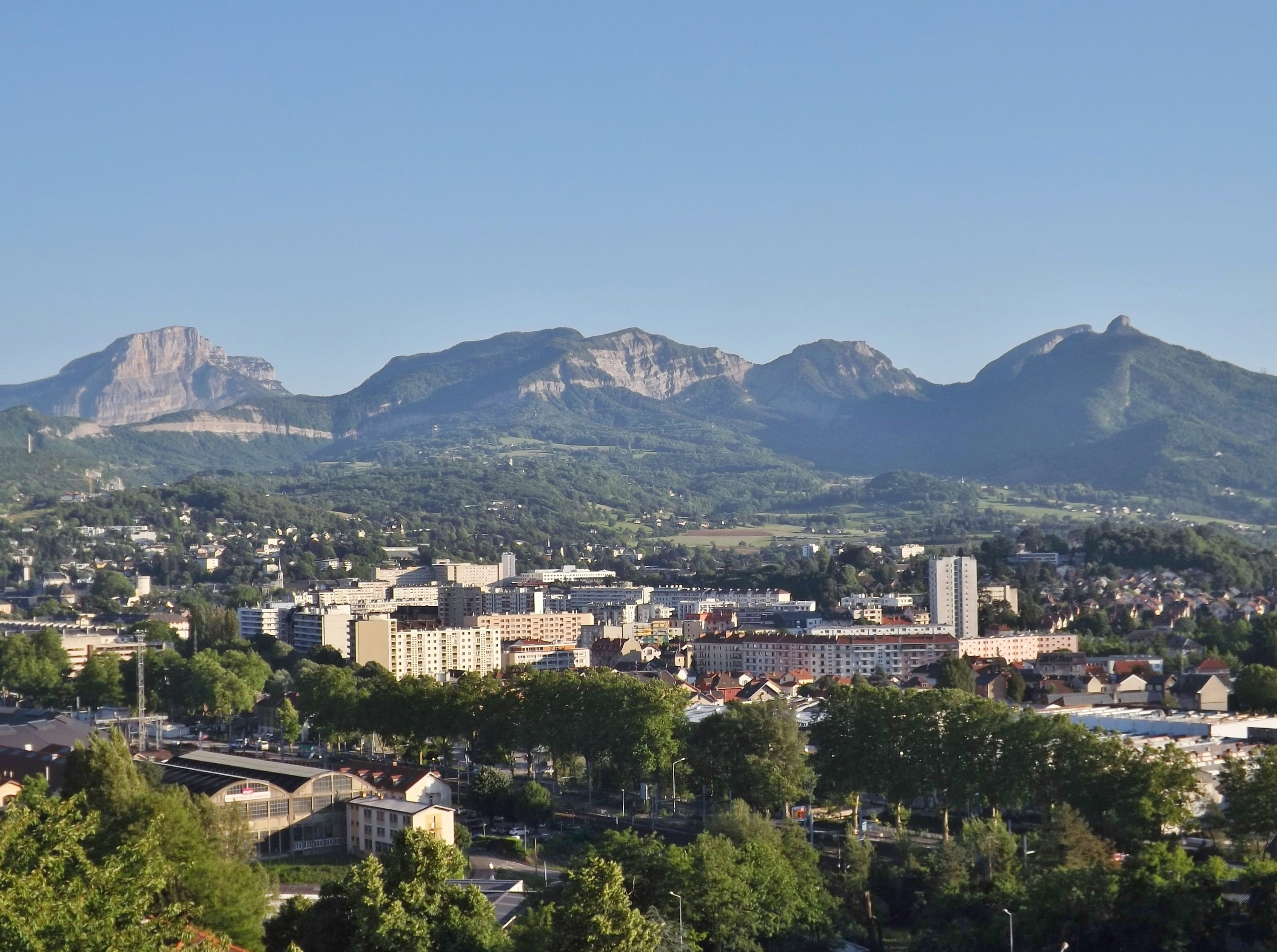
De stad Chambéry ligt aan het noordelijke uiteinde van het gebergte
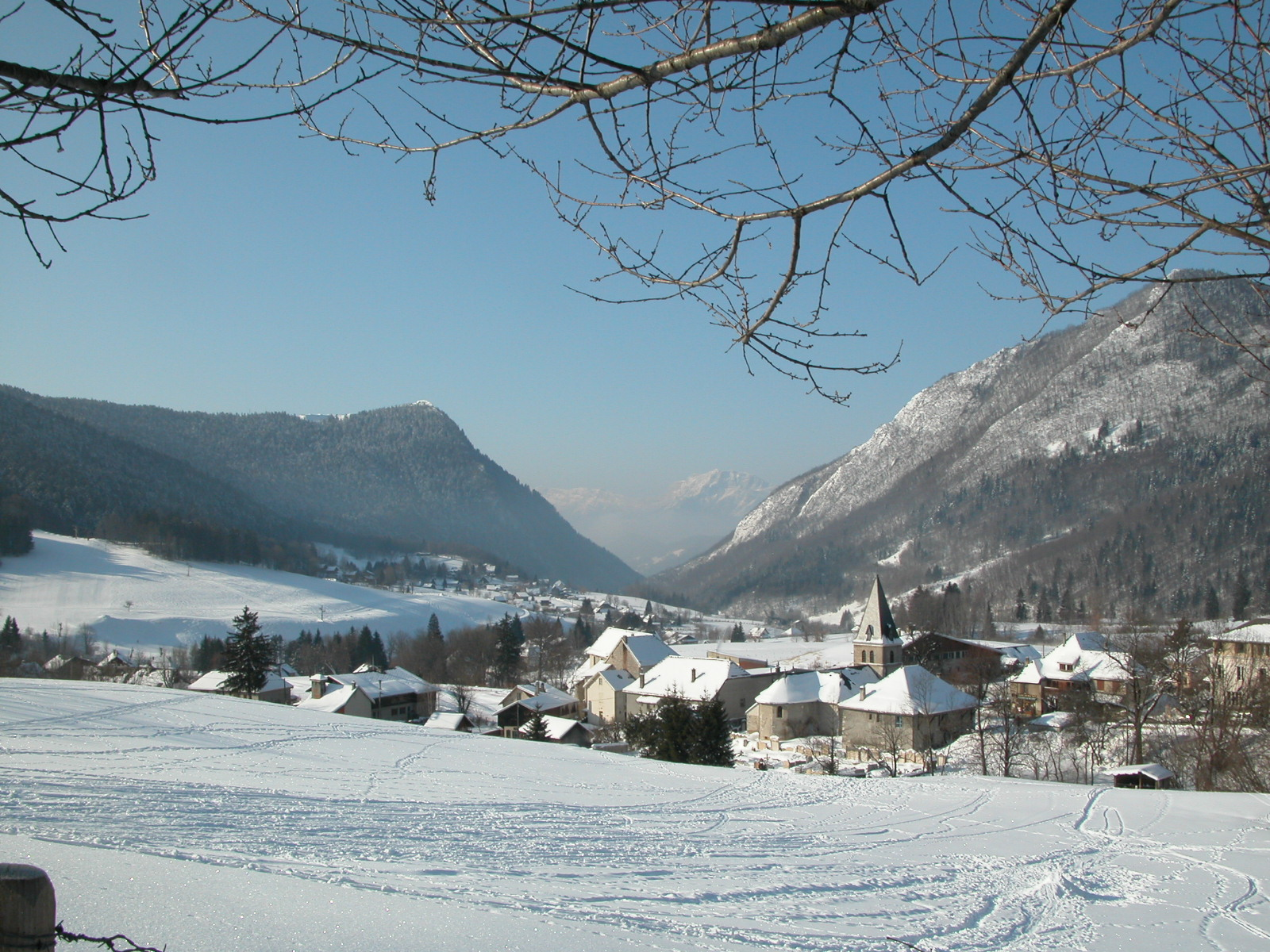
Sappey-en-Chartreuse onder de sneeuw
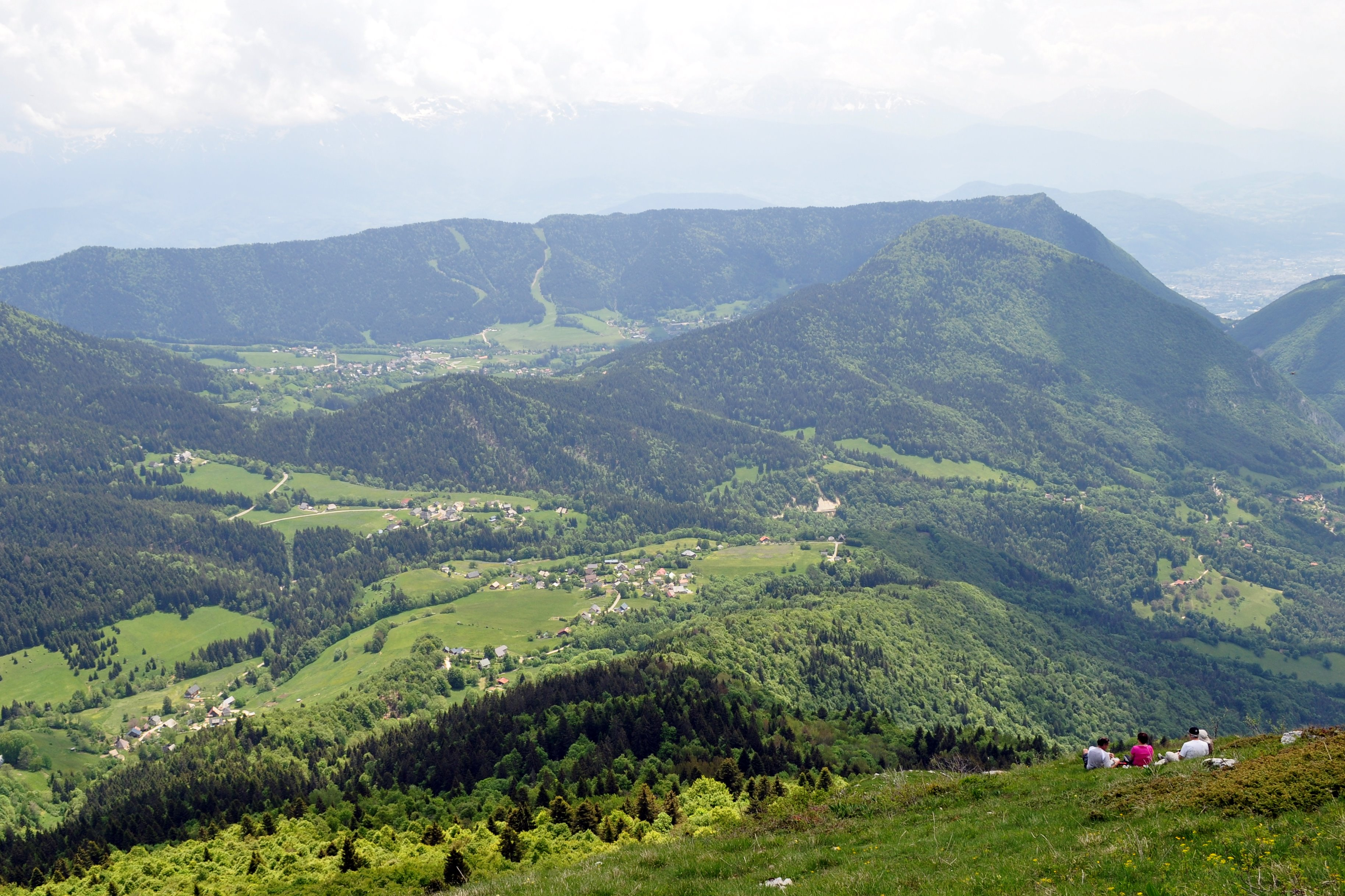
Zicht op Sarcenas (centraal onderaan) en Sappey-en-Chartreuse (links in de achtergrond) vanaf de Charmant Som.
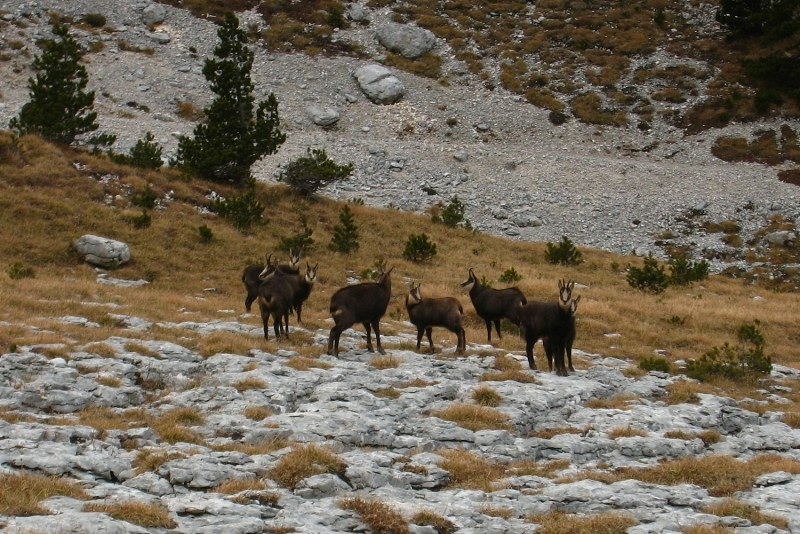
Een groep gemzen in de buurt van de Dent de Crolles
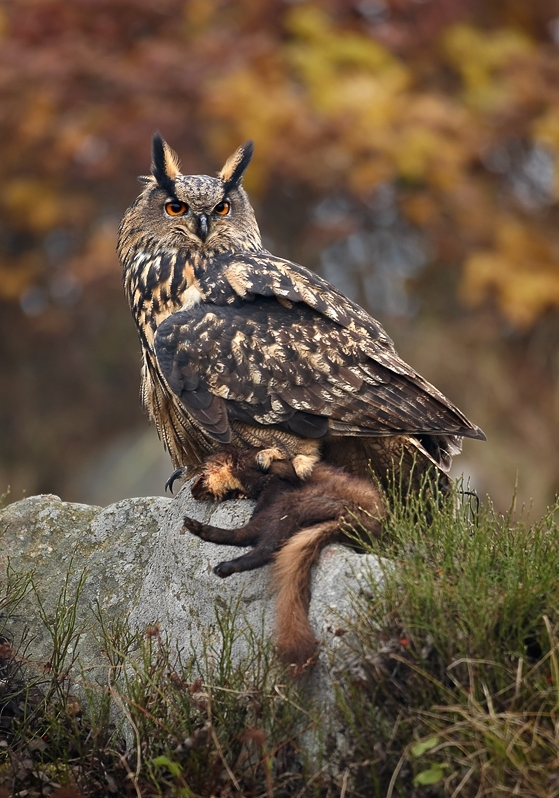
De Oehoe werd gebruikt in het logo van het regionaal natuurpark "Chartreuse"
Logo van het regionaal natuurpark
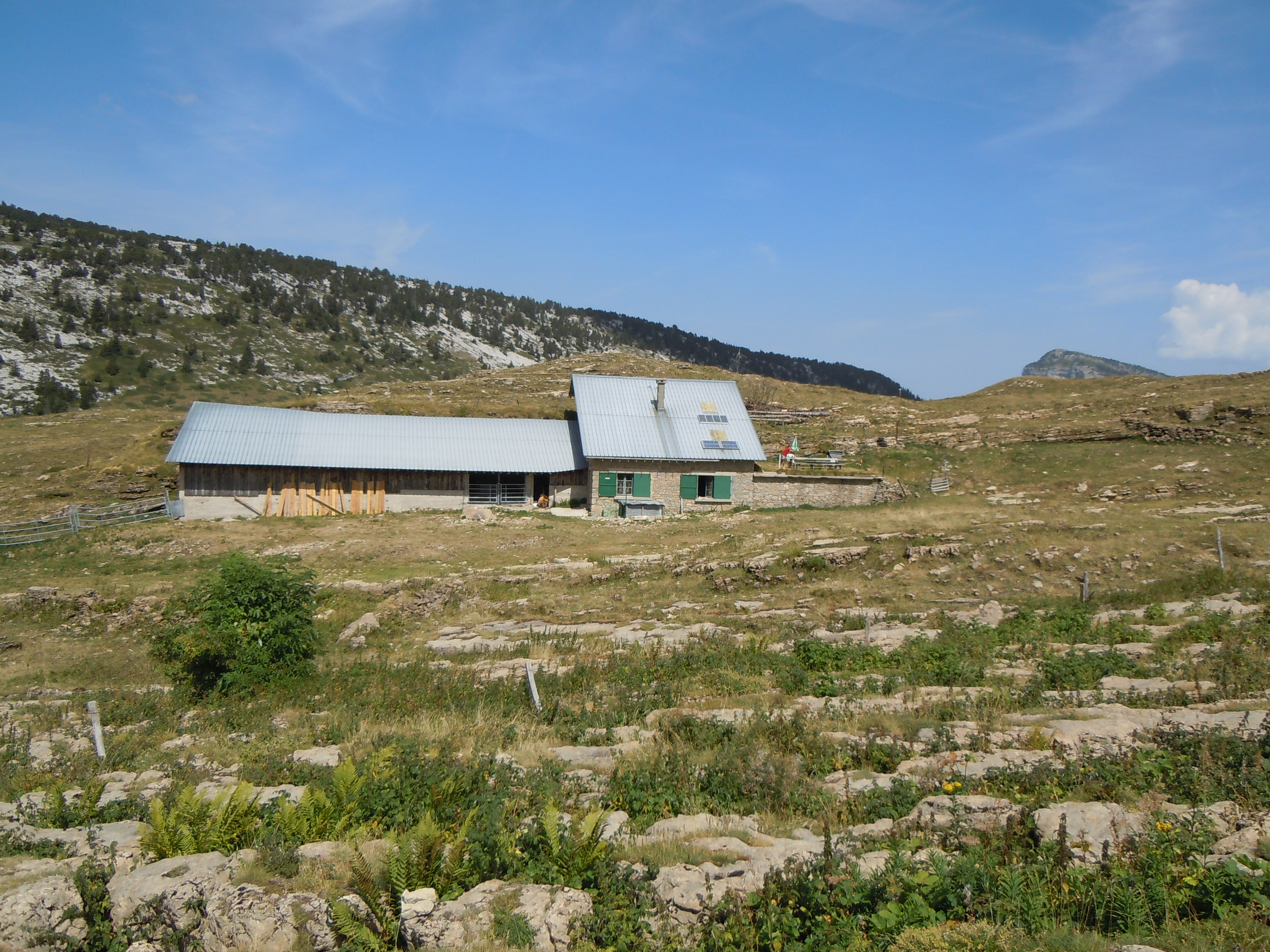
De herdershut "Saint-Vincent" op het "plateau de l'Alpe"
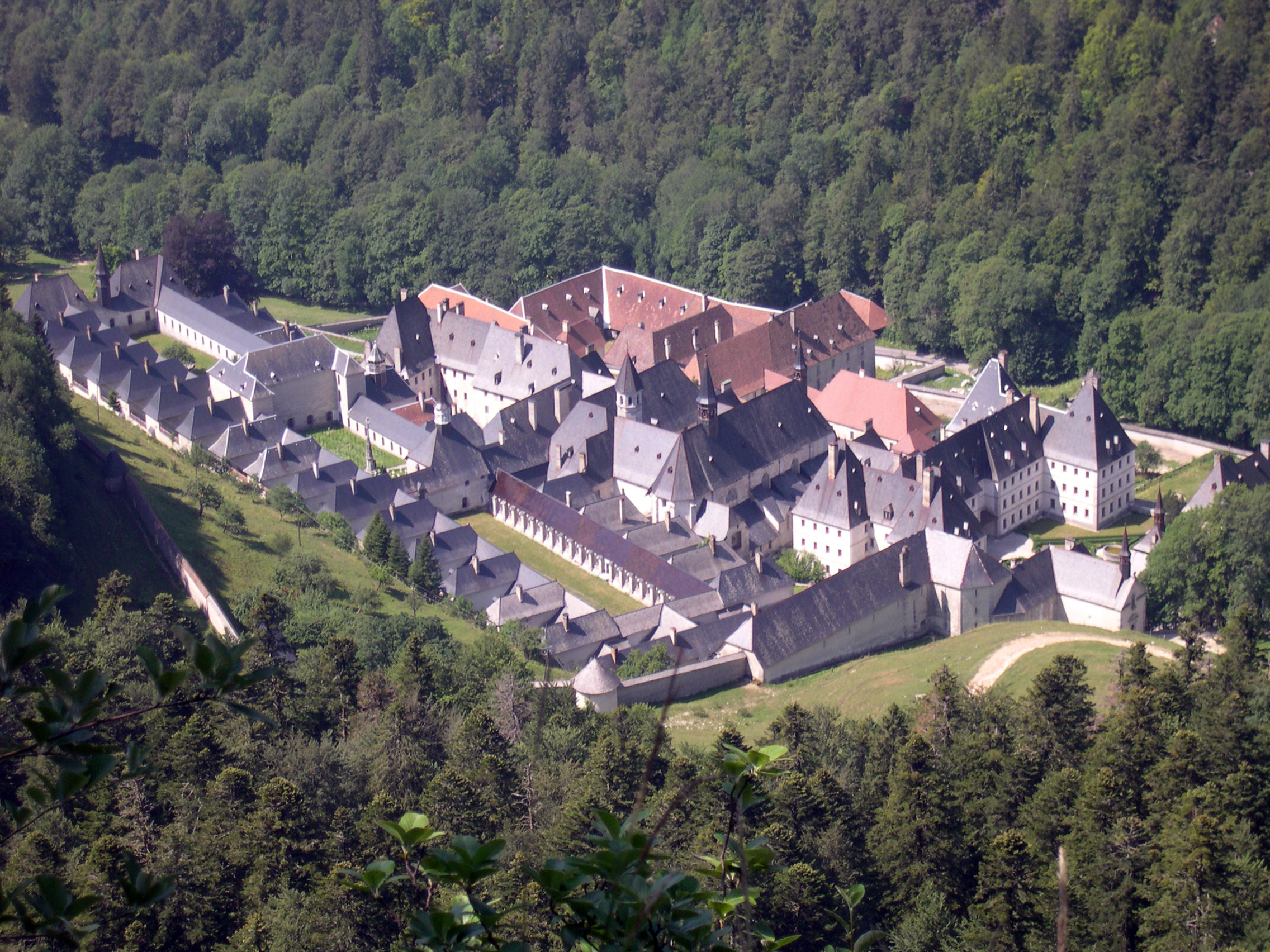
Het kartuizerklooster
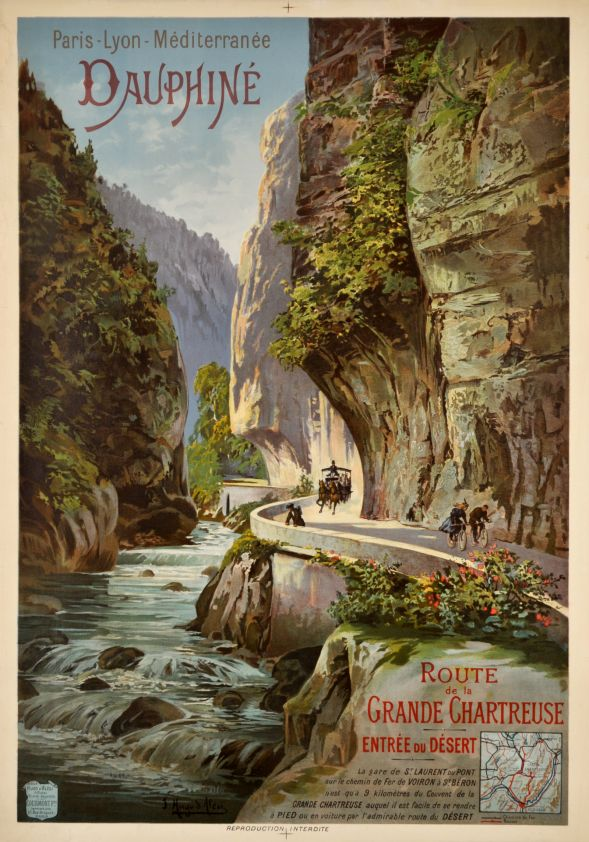
Affiche van de PLM: « Dauphiné - Route de la Grande Chartreuse, entrée du Désert », uit 1895.
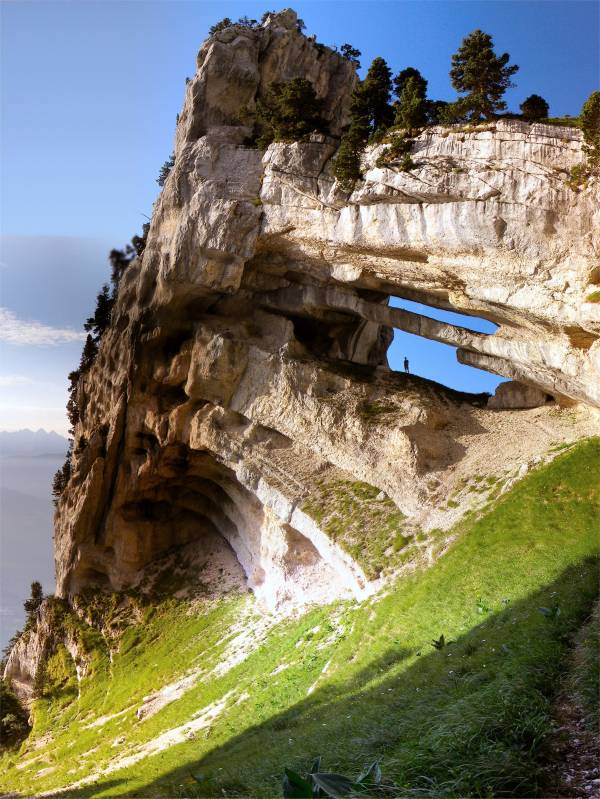
Deze dubbele natuurlijke boog in de "Tour Percée" werd pas ontdekt in 2005
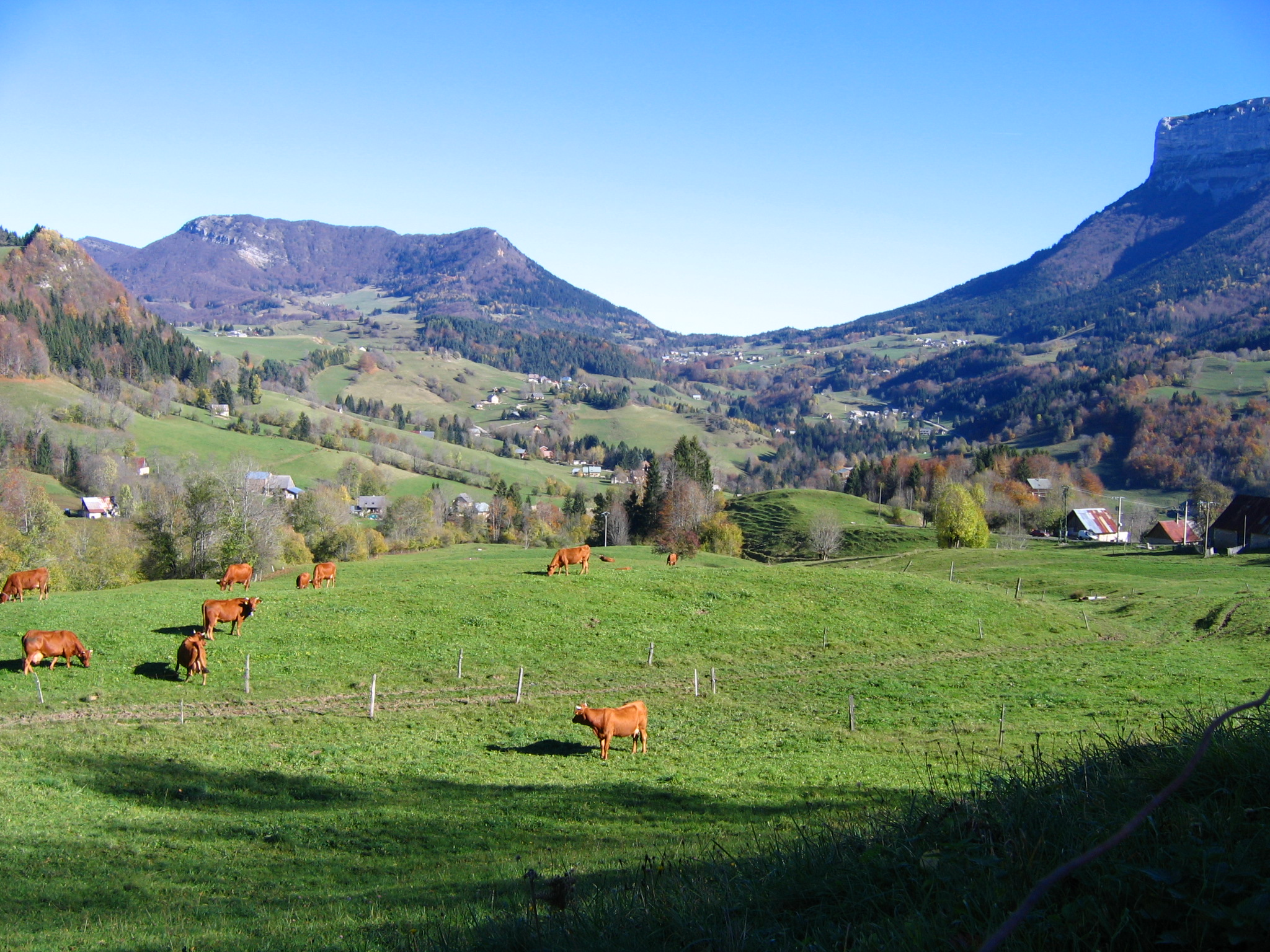
Weilanden in la vallée des Entremonts
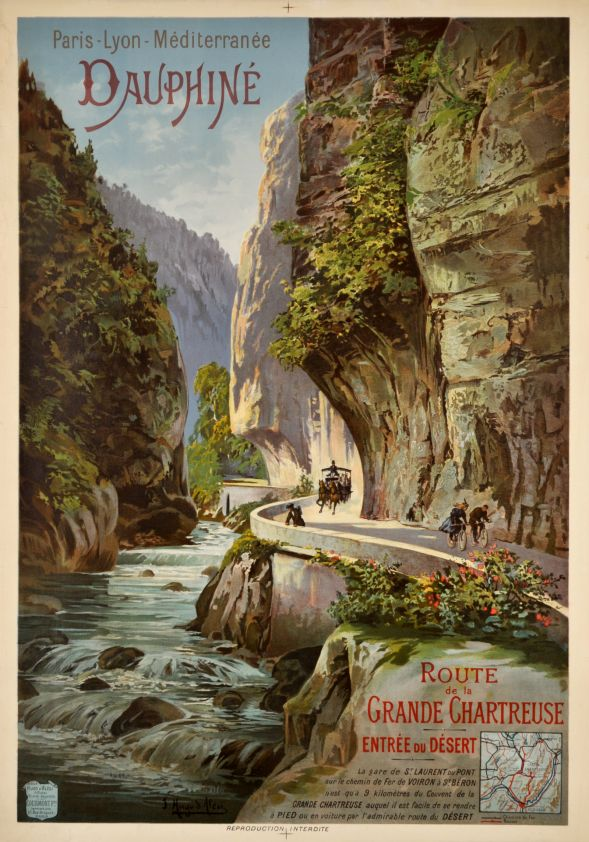
Affiche van de PLM met reclame voor de Route du Désert, ten zuidoosten van Saint-Laurent-du-Pont

## Reliëf
Aan de oostflank van het massief, vormt het Plateau des Petites-Roches, een plateau op ongeveer 1000 meter hoogte.

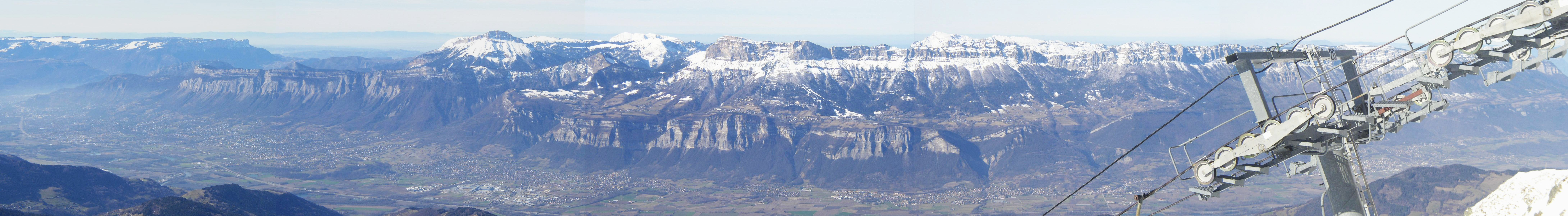
Panorama. Van voor naar achter: Grésivaudan, Plateau des Petites-Roches, en een aantal hoge toppen van de Chartreuse

De belangrijkste toppen in het massief zijn:
- (2082 m) Chamechaude
- (2062 m) La Dent de Crolles
- (2045 m) Les Lances de Malissard
- (2026 m) Le Grand Som
- (1975 m) Le Dômr de Bellefont
- (1933 m) Mont Granier
- (1920 m) La Grande Sure
- (1867 m) Le Charmant Som
- (1867 m) Le Sommet du Pinet
- (1845 m) Les Rochers de Chalves
- (1838 m) Rocher de Lorzier
- (1772 m) Le Petit Som
- (1771 m) La Pinéa
- (1673 m) Mont Outheran
- (1298 m) Le Neron

## Skigebieden
- Le Désert d' Entremont
- Saint-Pierre-de-Chartreuse
- Col de Porte (1326 m)
- Le Sappey-en-Chartreuse
- La Ruchère
- Saint-Hilaire-du-Touvet

## Natuurgebied
Het gehele massief is onderdeel van het Parc naturel régional de la Chartreuse.

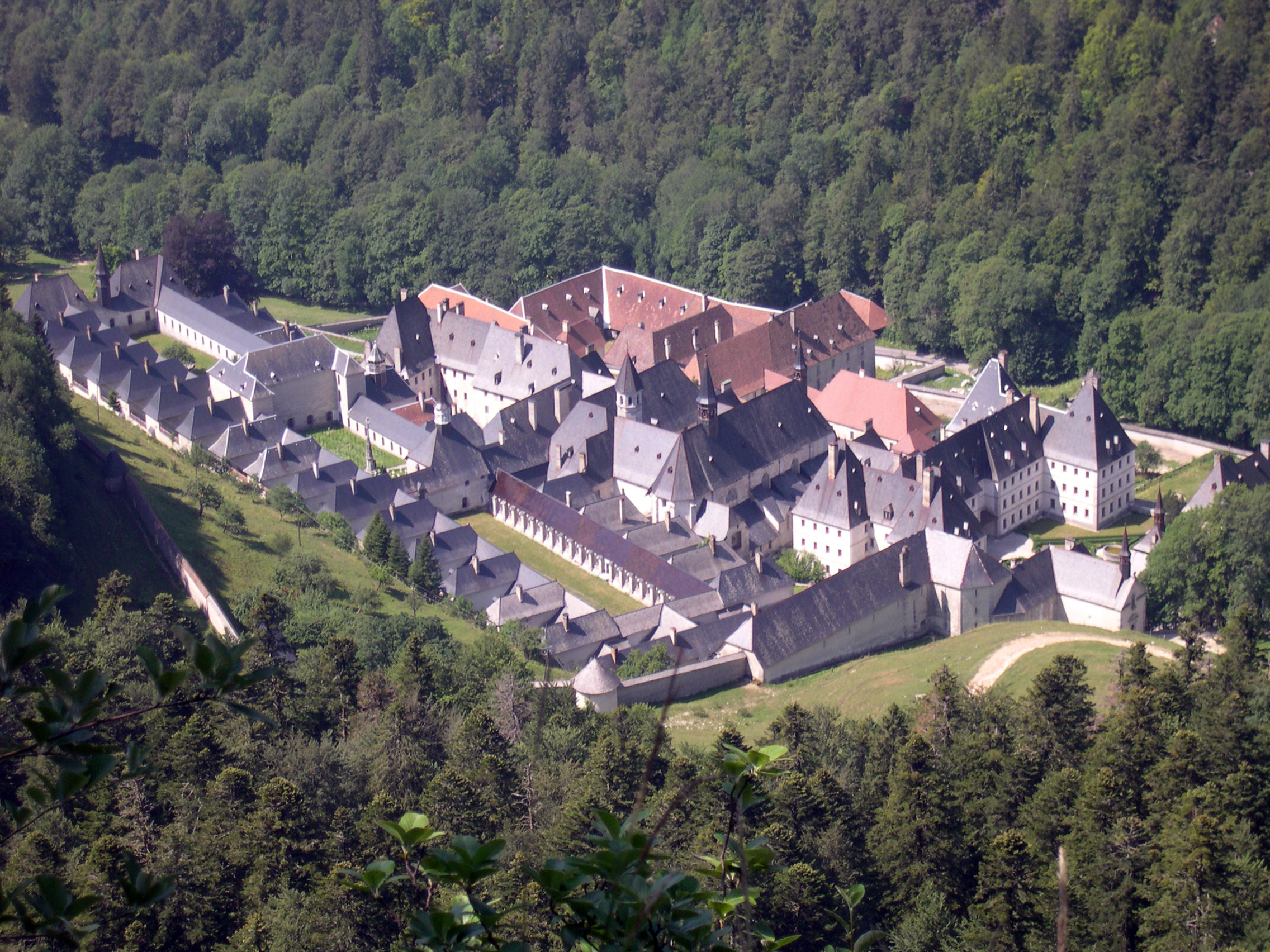
La Grande Chartreuse

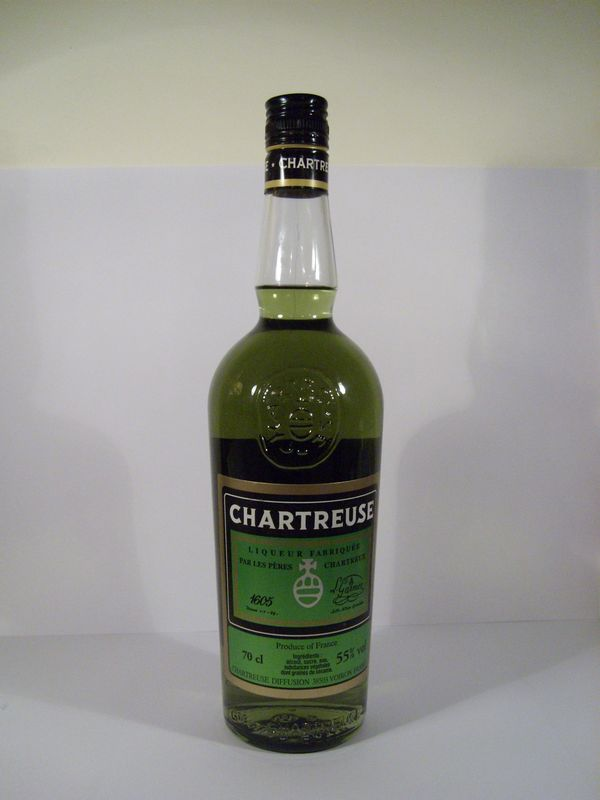
Chartreuse verte, de groene likeur

## Kartuizer klooster
In een afgelegen zijdal van het massief ligt het moederklooster van de kartuizers: de Grande Chartreuse. Via dit klooster is de naam van het massief bovendien verbonden met:
- Chartreuse (likeur)
- Chartreuse (kleur), de groene kleur van deze likeur.

In de Franse taal betekent Chartreuse bovendien: Kartuize, dat wil zeggen kartuizerklooster. Bijvoorbeeld La Chartreuse de Parme, het bekende boek van Stendhal.